# Swedish Erotica (album)
Swedish Erotica è il primo album degli Swedish Erotica, pubblicato nel 1989 per l'etichetta discografica Virgin Records.

## Tracce
1. Rock N' Roll City
2. Love on the Line
3. We're Wild, Young and Free
4. Hollywood Dreams
5. Love Hunger
6. Love Me or Leave Me
7. Downtown
8. She Drives Me Crazy
9. Loaded Gun
10. Rip It Off

### Tracce bonus (solo Giappone)
1. Break the Walls
2. Hollywood Dreams [versione acustica]

## Formazione
- Mats Levén - voce, cori, tastiere
- Magnus Axx - chitarra ritmica, solista, acustica, cori
- Morgan Le Fay - chitarra ritmica, solista, acustica, cori
- Johnny D'Fox - basso, cori
- B.C. Strike - batteria, cori

### Altri musicisti
- Ole Evenrude - tastiere nelle tracce 1,3,4, cori nelle tracce 1,8
- Tony Niva - cori nelle tracce 2,3,4,5,6,7,8,9 & 10
- John Ballard - cori nella traccia 7
- Siri Dale - cori femminili nella traccia 2